# 로박고우
로박고우(광둥어: 蘿蔔糕, 월병: lo4 baak6 gou1, 중국어 간체자: 萝卜糕, 정체자: 蘿蔔糕, 병음: luóbo gāo, 한자음: 나복고→무떡)는 무를 넣어 만든 떡이다. 광둥식 딤섬 가운데 하나로, 중국 남부에서 흔히 먹는다.

## 만들기
채썬 무를 다진 랍청(소시지), 진화 햄, 표고, 마른 새우 등과 함께 볶다가, 쌀가루와 옥수수 녹말로 만든 반죽을 섞어 찜통에 찐 다음 네모나게 썰어서 노릇노릇하게 지져 낸다.
차오저우 및 동남아시아에서는 깍둑썰어 볶아 먹기도 하며, 이것을 차이타우꾸에라 부른다.

## 같이 보기
- 마타이고우
- 우타우고